# PGC 2557141
LEDA/PGC 2557141 ist eine Elliptische Galaxie vom Hubble-Typ E0 im Sternbild Großer Bär am Nordsternhimmel. Sie ist schätzungsweise 770 Millionen Lichtjahre von der Milchstraße entfernt und hat einen Durchmesser von etwa 155.000 Lichtjahren.
Im selben Himmelsareal befinden sich unter anderem die Galaxien NGC 3674, NGC 3683, PGC 35104, PGC 35376.